# 中裕燃氣
中裕燃氣控股有限公司，簡稱中裕燃氣控股，以及中裕燃氣（英語：ZHONGYU GAS HOLDINGS LIMITED，港交所：3633），則在2002年成立，2004年2月20日則透過MRC HOLDINGS LIMITED而換取上市，也就是當時在2012年7月11日轉在主板之前，曾於創業板上市，上市代碼為8070.HK。
現時業務在國內經營煤层气的勘探开采和利用，董事長為王文亮，而總部位於香港干諾道中168-200号信德中心招商局大厦28樓04-06室。

## 链接
- zygas.com.cn（页面存档备份，存于）